# 소돌항
소돌항은 강원특별자치도 강릉시 주문진읍 주문6리에 있는 어항이다. 1972년 5월 4일 지방어항으로 지정되어 관리하고 있다. 시설관리자는 강릉시장이다.

## 어항 명칭
지역 주민들이 아들바위와 조개구이 단지로 널리 알려져 있는 주문진 북쪽에 위치한 우암진항이 이미 소돌항으로 친숙하게 불리고 있어 현실적이고 대중 선호적인 명칭으로 바꿔 지역 특산 브랜드에 맞도록 해 줄 것을 강원도와 강릉시에 요구함에 따라, 강원도지사는 2008년 6월 5일 우암진항에서 소돌항으로 항명 변경을 고시하였다.

## 어항구역
소돌항의 어항구역은 다음과 같다.
- 수역
  - 동방파제 기점에서 방파제 연장선상 130m점과 이점에서 정서로 육지와 연결하는 선내 수역
- 육역
  - 강릉시 주문진읍 주문6리 791-23 (제방, 932m2)
  - 강릉시 주문진읍 주문6리 791-34 (잡종지, 1590m2)
  - 강릉시 주문진읍 주문6리 791-35 (제방, 960m2)
  - 강릉시 주문진읍 주문6리 791-40 (잡종지, 100m2)
  - 강릉시 주문진읍 주문6리 791-42 (잡종지, 890m2)
  - 강릉시 주문진읍 주문6리 791-43 (잡종지, 3399m2)
  - 강릉시 주문진읍 주문6리 791-44 (잡종지, 2387m2)
  - 강릉시 주문진읍 주문6리 791-45 (잡종지, 1653m2)
  - 강릉시 주문진읍 주문6리 791-46 (제방, 681m2)